# Wiesneria
Wiesneria és un gènere de plantes monocotiledònies dins la família Alismataceae. Conté tres espècies. Són plantes natives de les regions tropicals d'Àfrica i Índia.
El nom del gènere commemora al fisiòleg Julius Wiesner.